# 1905 en Lorraine
Chronologie de la Lorraine
- 1901
- 1902
- 1903
- 1904
- 1905
- 1906
- 1907
- 1908
- 1909

Cette page est une liste d'événements qui se sont produits durant l'année 1905 en Lorraine.

## Événements

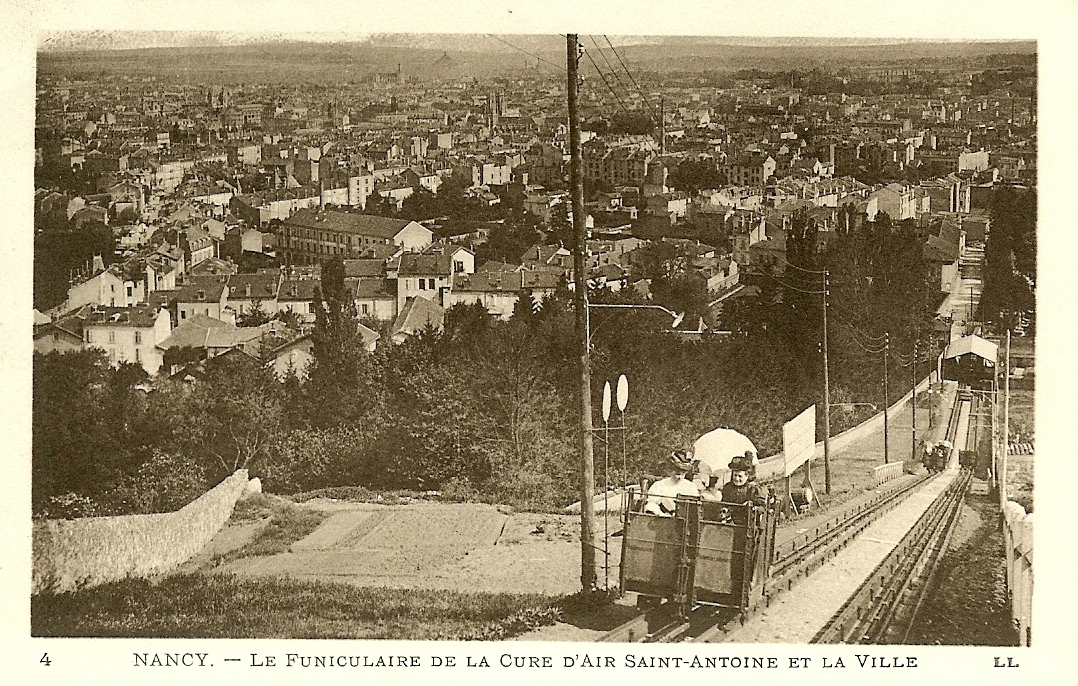
Le funicilaire de la Cure d'Air à Nancy vers 1905

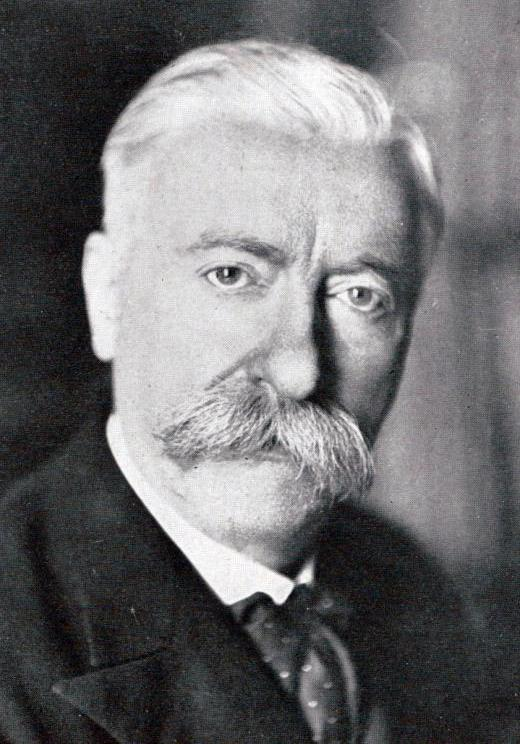
Louis Marin

- Achèvement de la construction du  Château de Marbeaumont  à Bar-le-Duc[1].
- C'est sous le nom de Fußball-Club Diedenhofen qu'a été créé le premier club de football de Thionville, à l'époque allemande de l'Alsace-Lorraine. Le club prend vraiment son envol après la première guerre mondiale, en 1919, sous l'appellation de La Sportive Thionvilloise, c'est actuellement le Thionville Football Club[2].
- Création de l'École de laiterie de la Faculté des sciences de Nancy (Actuelle École nationale supérieure d'agronomie et des industries alimentaires)[3].
- Louis Marin, professeur d'ethnographie, membre de l’Académie des sciences morales et politiques, est élu député de Meurthe-et-Moselle lors d'une élection partielle avec 58 % des suffrages exprimés, il restera député jusqu'en 1951.
- En 1905 (ou 1906), l'usine de Dietrich de Lunéville prend le nom de Lorraine-Dietrich[4].

- 23 et 24 avril à Nancy : inauguration et mise en service du funiculaire de la Cure d'Air. Il fonctionne jusqu'en 1914, ce funiculaire relie le cimetière de Préville au parc de la Cure d'Air Saint-Antoine[5].
- De mai à décembre : grèves importantes dans l'industrie du fer en Meurthe-et-Moselle [6]. Une grève est réprimée par l'armée à Longwy[7],https://www.republicain-lorrain.fr/edition-de-saint-avold-creutzwald/2018/02/03/saint-avold-adrienne-thomas-une-allemande-francaise.
- 15 mai : Fondation de la Société d'histoire et d'archéologie de la Lorraine - section de Thionville[8].
- Juillet : cowboys et indiens sont de passage à Bar-le-Duc et Jarville-la-Malgrange, Buffalo Bill y présente son spectacle[7].
  - 19 et 20 juillet : la troupe de Buffalo Bill s'installe à Jarville-la-Malgrange pour deux représentations de son spectacle retraçant la conquête de l'ouest américain : Buffalo Bill's wild west[9].
- 9 juillet : première étape du Tour de France 1905 entre Paris et Nancy (340 km)[7]. Cette étape est marquée par les crevaisons liées au déversement de quantités importantes de clous sur la route[9]. Louis Trousselier remporte l'étape en 11 h 25 min[10].
- 11 novembre : premier numéro de L’Eclair de L’Est [11].

## Inscriptions ou classements aux titre des monuments historiques
- En Moselle : Abbaye de Villers-Bettnach[12]
- Dans les Vosges : Église Saint-Nicolas d'Igney[13]

## Naissances

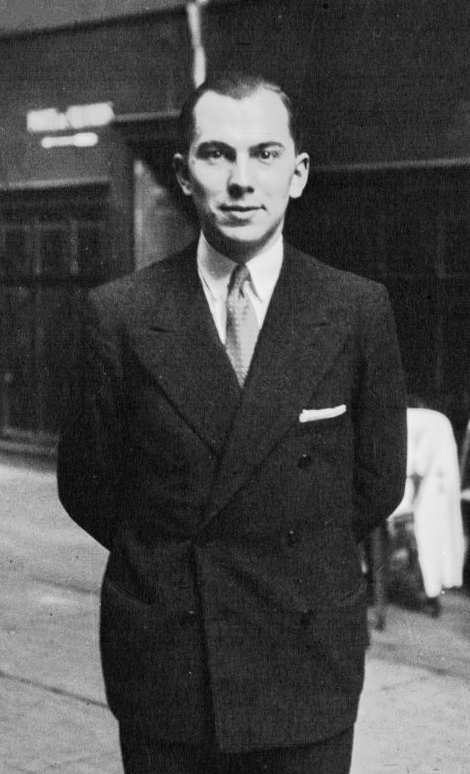
René Lemoine en 1931

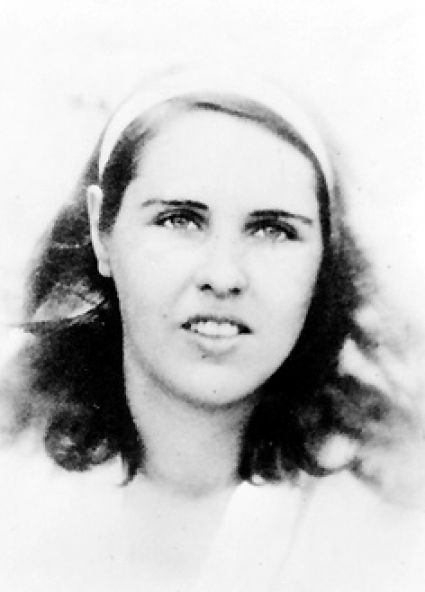
Marie Hackin vers 1935.

- 4 janvier à Metz : Edgard Lévy, mort fusillé le 14 juin 1944 à Saint-Flour, dans le Cantal, Juif français, résistant et victime de la Shoah en France.
- 9 janvier à Saint-Dié-des-Vosges : Julien Chabert[14], décédé le 26 juillet 1978), militaire et ingénieur agronome français, Compagnon de la Libération. Travaillant dans la culture cotonnière en Afrique, il est mobilisé lors de la Seconde Guerre mondiale et décide de se rallier à la France libre. Il participe alors aux combats en Afrique, au Moyen-Orient et en Italie avant de prendre part à la libération de la France. Il poursuit ensuite sa carrière d'agronome en Afrique.
- 11 février à Dainville-Bertheléville : Paul Pierre Lemagny[15], mort à Versailles le 18 juillet 1977[16], est un peintre et graveur français.
- 30 janvier à Metz, dans la Lorraine annexée : Max Walter est un haltérophile allemand ; âgé de 31 ans, il participe aux Jeux olympiques d'été de 1936 à Berlin. Il se classe huitième dans la catégorie des poids plumes. Il meurt à Duisbourg en Rhénanie-du-Nord-Westphalie, en 1987.
- 16 février à Sarrebourg : Herbert von Einem[17] (mort le 5 août 1983 à Göttingen) est un historien de l'art allemand. Spécialiste des XVIIIe et XIXe siècles, il a dirigé l'Association des historiens d'art allemands et a été président du Comité international d'histoire de l'art dans les années 1960[18].
- 1er juin à Épinal : André Manuel, mort à Paris 17e le 25 novembre 1991[19], un des fondateurs du bureau central de renseignements et d'action. Il devint le chef de la section de renseignement (R) des services secrets gaullistes et resta jusqu'en 1945 le principal adjoint du colonel Passy.
- 11 juin à Bussang : Frédéric Pottecher, mort le 13 novembre 2001 à Paris, acteur, scénariste, chroniqueur judiciaire, écrivain et grand opposant à la peine de mort. Il a couvert de nombreux grands procès du XXe siècle notamment pour la radio et la télévision en France.
- 25 juin :
  - à Colombey-les-Belles : Jean Marchal, mort le 31 décembre 1995 à Asnières-sur-Seine[20], économiste et professeur d'économie politique français, membre de l'Académie des sciences morales et politiques.
  - à Montigny-lès-Metz : Maurice Kirsch dit Maurice Lime, mort le 19 février 1998 à Ablon-sur-Seine[21], mécanicien, coopérateur, correcteur, écrivain, militant du Parti communiste, puis du Parti populaire français (parti fasciste et collaborateur), syndicaliste, puis proche des libertaires.
- 29 juin à Remiremont : Sidonie Baba, de son vrai nom Ève Solange Terrasson-Duvernon, morte le 12 janvier 1973 à l’Hôtel-Dieu de Paris, chanteuse de music-hall et de cabaret, journaliste et poète française.
- 21 juillet à Metz : Bernhard Wintzer[22],[23] (décédé en 1945), officier supérieur de la Luftwaffe, actif durant la Seconde Guerre mondiale. À partir de 1944, il commanda le Fallschirm-Artillerie-Regiment 5.
- 14 août à Boulay-Moselle : Julienne Hertz (née Juliette Bing), dessinatrice et illustratrice française, morte à Strasbourg le 23 septembre 1977.
- 5 septembre à Haudonville : Robert Gravier, mort le 15 juillet 2005 dans la même commune, homme politique français.
- 7 septembre à Rombas : Marie Parmentier (1905-1941), plus connue sous son nom d'épouse Marie Hackin, souvent appelée Ria Hackin, archéologue et résistante française de la Seconde Guerre mondiale. Officier des Forces françaises libres, elle participe à l'organisation du Corps des volontaires françaises au sein de la France libre. Disparue en mer à la suite d'un torpillage, elle est faite compagnon de la Libération à titre posthume et reçoit la croix de guerre 1939-1945 avec palme.
- 9 septembre à Saint-Dié-des-Vosges : Maurice Barlier, fusillé le 29 août 1941 au Mont-Valérien, résistant français.
- 22 septembre à Nancy : Maurice Jacquet, mort à Nancy le 13 août 1976, annonceur et commentateur sportif français.
- 19 octobre à Bar-le-Duc : Jean Dries, pseudonyme de Jean Driesbach, mort à Paris 4e le 26 février 1973[24], est un peintre français.
- 27 octobre à Nossoncourt (Vosges) : Charles, baron de Ravinel, né le 29 octobre à Nancy, est un homme politique français.
- 13 novembre à Montigny-lès-Metz : Richard Christmann[25] (décédé en 1989), fils de Richard Henry Christmann, un ingénieur allemand, et d'Anne-Marie Tobien, d'origine lorraine. Agent de renseignement allemand[26]. Ancien légionnaire, il travailla ensuite pour les services secrets du Troisième Reich, avant d’œuvrer pour les services de renseignements de l'Allemagne fédérale.
- 28 novembre à Nancy : Adrien Courtois, athlète français spécialiste de la marche athlétique.
- 20 décembre à Aubréville : Albert Litas, instituteur, directeur d'école, militaire français, compagnon de la Libération, mort pour la France des suites de blessures le 25 août 1944 à Cuers (Var)[27],[28].
- 29 décembre à Nancy : René Lemoine, mort le 19 décembre 1995 à Paris, escrimeur français.

## Décès

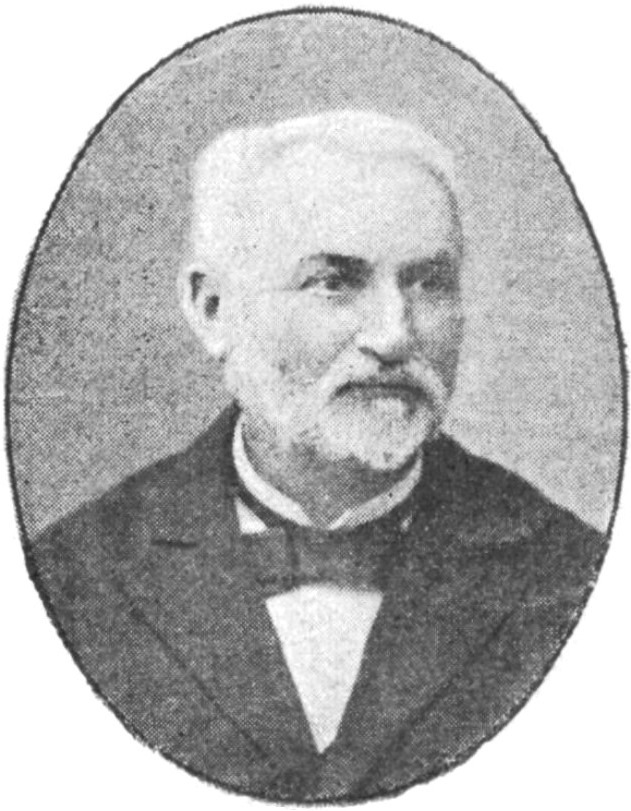
Jules Brice

- 10 février à Montfaucon-d'Argonne : Victor Raulin, né le 8 août 1815 à Paris, géologue français ayant étudié également la botanique, la paléobotanique et la météorologie.
- 15 février à They-sous-Vaudemont : François Alexandre Alfred Gérardin dit Alfred Gérardin (1841-1905), peintre, graveur et illustrateur français, ancien officier du corps des chasseurs forestiers.
- 8 mai à Pexonne : Nicolas Fenal, parfois orthographié « Fénal », homme politique français né le 12 septembre 1851 à Badonviller.
- 10 juillet à Nancy : Joseph Merklin, né le 17 février 1819 à Oberhausen[29] en Allemagne, facteur d'orgues allemand, naturalisé français après le conflit de 1870.
- 11 juillet à Montauville : Jules Brice, homme politique français né le 28 octobre 1830 à Abancourt (Meurthe).
- 26 juillet à Nancy : Ernest-Adolphe Bichat, né le 17 septembre 1845 à Lunéville, physicien français, membre du Conseil supérieur de l'Instruction publique, président du Conseil général de Meurthe-et-Moselle, doyen de la Faculté des sciences et correspondant de l'Institut.
- 16 septembre à Nancy : Charles Strauss, né le 14 octobre 1834 à Gundershoffen (Bas-Rhin), juriste et haut fonctionnaire français. Issu de la communauté juive, il adhère aux valeurs républicaines et entre dans la fonction publique : dans l'administration centrale, dans la préfectorale à un moment où les préfets jouaient un rôle décisif dans la stabilisation du régime républicain en province, puis dans le domaine sanitaire. Il est l'auteur de plusieurs ouvrages de réflexion, en particulier sur la Maison de Charenton, un des tout premiers et des plus célèbres hôpitaux psychiatriques, qu'il fut amené à diriger.
- 20 octobre à Savonnières-devant-Bar : Louis-Charles-Marie Champigneulle, dit « Charles II Champigneulle » ou « Charles Champigneulle fils » (1853-1905), maître-verrier français.